# Kvarnberget (kulle i Finland)
Kvarnberget är en kulle i Finland.   Den ligger i den ekonomiska regionen  Helsingfors  och landskapet Nyland, i den södra delen av landet, 40 km väster om huvudstaden Helsingfors. Toppen på Kvarnberget är 87 meter över havet. Kvarnberget ligger vid sjön Långträsk.
Terrängen runt Kvarnberget är huvudsakligen platt. Runt Kvarnberget är det ganska tätbefolkat, med 72 invånare per kvadratkilometer. Närmaste större samhälle är Lojo, 14,9 km nordväst om Kvarnberget. I omgivningarna runt Kvarnberget växer i huvudsak barrskog.